# ابركاك الشمالي (إيسافن)
ابركاك الشمالي هي إحدى مشيخات المملكة المغربية، تتبع جغرافيا لإقليم طاطا وإداريًا لإيسافن. يقدر عدد سكانها بـ 478 نسمة حسب الإحصاء الرسمي للسكان والسكنى لسنة 2004.